# Ensemble Alia Musica

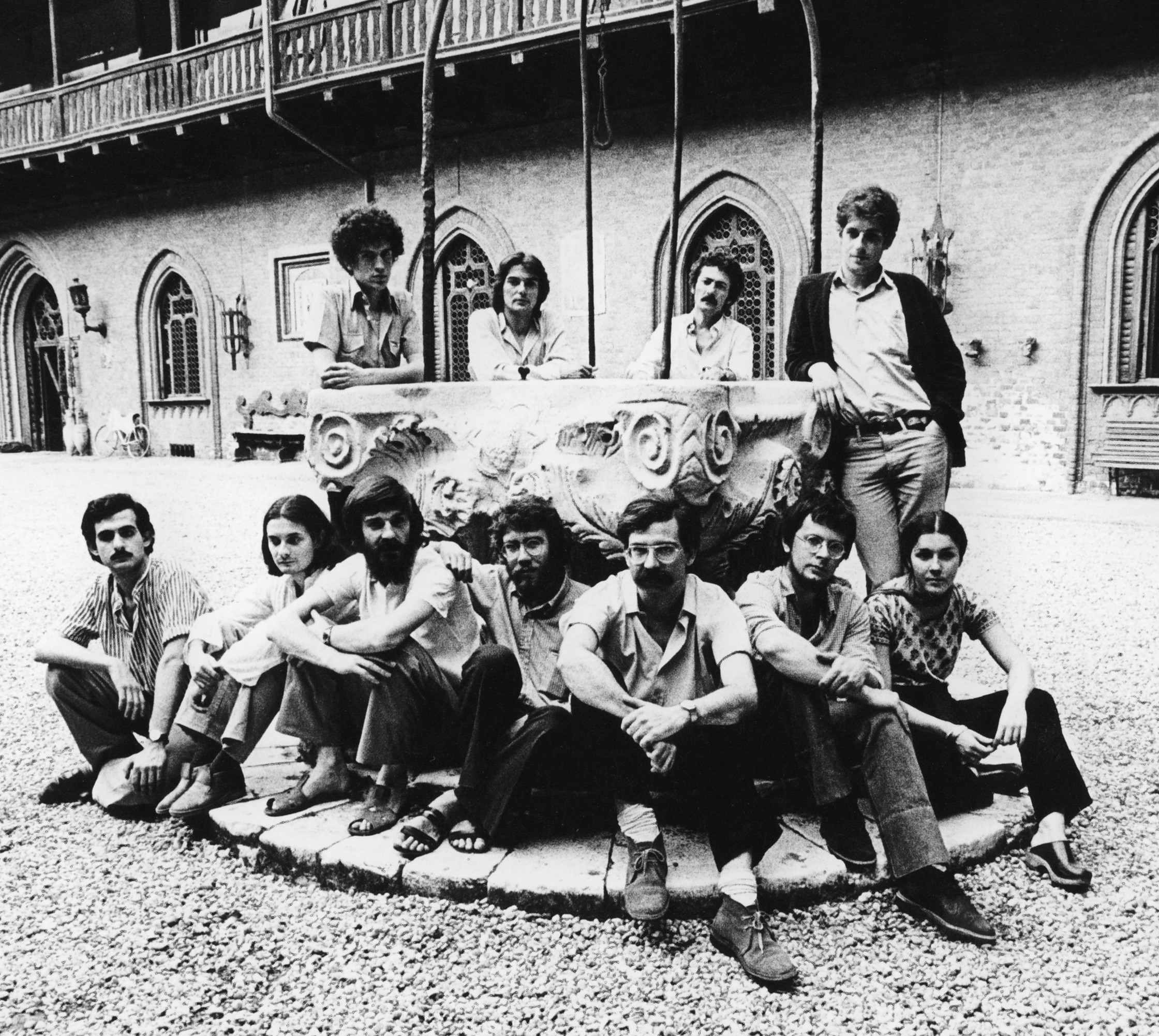
Ensemble Alia Musica 1979

L'Ensemble Alia Musica è stato un gruppo musicale specializzato nell’esecuzione di musica vocale e strumentale del medioevo.
Con sede a Milano, Alia Musica ha svolto ricerca e sperimentazione musicale dal 1975 al 1987.
È stato uno tra i primi gruppi a utilizzare, in quegli anni, riproduzioni fedeli di strumenti musicali ricavati da affreschi, dipinti e bassorilievi dell’epoca medievale.

## Storia
È dall’incontro di Fabio Soragna con Silvio Malgarini, avvenuto nel 1975 alla facoltà di Filologia e Paleografia Musicale di Cremona, che nasce un “gruppo di studio aperto” sui temi della notazione, della trascrizione e dell’esecuzione della musica medievale. 
Ne hanno fatto parte Febo Guizzi, a quel tempo allievo e collaboratore di Roberto Leydi, Riccardo Grazioli e Giuliano Prada - membri dell’Almanacco Popolare, formazione diretta da Bruno Pianta e Sandra Mantovani - Francis Biggi, liutista e Piergiorgio Lazzaretto, cantante esperto nel repertorio sacro medievale.

## La ricerca: campi di indagine
Dopo un periodo iniziale rivolto a tematiche molto ampie (gregoriano, canto monodico sacro e profano in lingua latina e in volgare) Alia Musica ha concentrato le ricerche sui repertori medievali della penisola iberica: Cantigas de Santa Maria, Cantigas de Amigo del trovatore Martim Codax, Llibre Vermell di Montserrat, polifonie del Codex de Las Huelgas.
I primi risultati di questo studio sono stati pubblicati nell’album (vinile) Alia Musica, nel 1979.
Successivamente Alia Musica si è dedicata allo studio dei drammi liturgici (Ms. Orléans 201, ciclo Natalizio e Pasquale), della lirica monodica e polifonica in latino (Carmina Burana), del repertorio italiano in volgare (Laudi, Ars nova - Trecento).

## L’interpretazione
Alia Musica è stato uno tra i primi gruppi in Italia a interpretare la musica medievale unendo la pratica vocale a quella strumentale.
Per la prima, scegliendo cantanti dalla voce non impostata - oppure controtenori - indirizzati verso lo studio di tecniche vocali presenti sia nei repertori di tradizione orale (Sardegna, Italia meridionale) e in quelle dei canti liturgici più antichi, quali il canto copto o quello siriaco.
Per la seconda, affidandosi a musicisti virtuosi di strumenti appartenenti alla tradizione mediterranea (launeddas, gaita gallega, flauti di canna, ribeca, ciaramella) e medio-orientale (oud, saz, ney, zarb, darabouka), capaci di focalizzare sonorità più vicine alla timbrica e al gusto dell’epoca.
La molteplicità degli argomenti connessi con l’interpretazione della musica medievale ha indotto Alia Musica a darsi una struttura “aperta”, creando a Milano un centro di sperimentazione, promuovendo momenti di studio collettivo, raccogliendo segnalazioni di archivio, informazioni di carattere organologico, paleografico o etnomusicologico, contributi relativi alle circostanze che hanno determinato o condizionato le forme musicali e la loro prassi esecutiva.
In questo senso è stato fondamentale l’incontro con Marie-Noëlle Colette e con Dominique Vellard, entrambi studiosi di semiologia gregoriana secondo i dettami di Dom Eugène Cardine. Nondimeno importanti sono stati gli studi con Marcel Pérès, Roberto Leydi, Agostino Ziino, tesi ad affrontare le problematiche inerenti al rapporto scrittura-tradizione orale.
Alia Musica ha avuto il merito di indicare nuove vie, proponendo un uso sostanzialmente nuovo di alcuni strumenti come il tamburello italiano, i flauti policalami e gli strumenti a plettro e ad arco, originando una vera e propria scuola interpretativa seguita più tardi da altri gruppi, italiani e stranieri.
È stato altresì importante il rapporto con liutai specializzati, incaricati di ricostruire copie di strumenti non più in uso (viella, organistrum, symphonia), partendo da miniature di codici, da quadri, da affreschi.
L’aspetto più originale e innovativo dell’esperienza di Alia Musica è stato quello di aver capito l’importanza di mettere in relazione tradizioni culturali diverse: quella ecclesiastica (sacra), quella profana (che troverà nella poesia e nella musica trobadorica la sua più alta espressione) e quella di tradizione orale.

## Componenti
Formazione base fino al 1982
- Fabio Soragna – canto, santur, flauti diritti, ance
- Piergiorgio Lazzaretto – canto, organistrum
- Francis Biggi – canto, oud, saz, liuti, strumenti a pizzico
- Alexandre Regis – canto, zarb, naqqara, bendir, darabouka, percussioni
- François Bedel – zarb, darabouka, percussioni
- Giuliano Prada – flauti diritti e traversi, ance, gaita gallega
- Riccardo Grazioli – ghironda, viella
- Gerard Lesne – controtenore
- Brigitte Lesne – canto
- Patrizia Bovi – canto

Formazione base 1983 – 87
- Fabio Soragna – canto, santur, flauti diritti, ance
- Piergiorgio Lazzaretto – canto, organistrum
- Francis Biggi – canto, oud, saz, liuti, strumenti a pizzico
- Alexandre Regis – canto, zarb, naqqara, bendir, darabouka, percussioni
- François Bedel – zarb, darabouka, percussioni
- Marco Ferrari – canto, flauti diritti, flauto doppio, ney, launeddas, ance, tromba naturale
- Sigrid Lee – canto, viella, ribeca
- Ulrich Pfeifer – canto, symphonia, tromba naturale

Partecipazioni occasionali:
Robert Barto, Mauro Palmas, Mauro Pagani, Marcel Pérès, Josep Cabré, Umberto Rinaldi, Christian Chauvot, Anne Auffret, Hervé Langlois, Richard Jones, Giancarlo Maniga, Marco Beasley, Flavio Sala, Cristina Pederiva, Lucio Biondi, Ermanno Vignati, Renzo Bez, Willem de Waal, Fu Chu-Huang.

## Attività concertistica
A partire dal 1979 l’ensemble Alia Musica ha svolto in Italia e all’estero oltre 70 concerti, partecipando a festival e rassegne specializzate,
- Muzičke večeri u Donatu – Zadar (YU) 1979[3]
- Gioventù Musicale – Milano 1979
- GOG Giovine Orchestra Genovese 1980[4]
- Classica – Milano 1980
- Settembre Musica – Torino 1980[5]
- Medioevo nel Seprio – Castiglione O. (VA) 1981
- V Festival di Musica Antica – Ventimiglia (IM) 1981[6]
- XIV Fest. Nazioni di Mus. da Camera – Città di Castello (PG) 1981[7]
- Unione Musicale – Torino 1981[8]
- Servizi Culturali Olivetti – Ivrea (TO) 1982[9]
- VIII Cent. nascita S. Francesco – Borgonovo (PC) 1982
- Musiques Médiévales Monastére de Cimiez – Nice (F) 1983[10]
- IV Rassegna di Musica Antica – Assisi (PG) 1983
- Holland Festival Oude Muziek – Utrecht (NL) 1984[11]
- Sett. Internaz. di Mus. Medievale e Rinasc. – Erice (TP) 1984[12]
- X Festival de Musique Ancienne – Etampes (F) 1985[13]
- 2de Internat. Dag van de Oude Muziek – Bilzen (B) 1985[14]
- Centro Studi su l'Ars Nova – Certaldo (FI) 1985
- Festival historique et médiéval – Dourdan (F) 1985[15]
- 41th Cheltenham Int. Festival of Music (GB) 1985
- Festival de Musique de Chambre de Paris (F) 1985
- VI Rassegna di Musica Antica – Assisi (PG) 1985
- Festival van Vlaanderen – St. Truiden (B) 1986
- Accademia di Belle Arti – Carrara 1986
- Settembre Musica Torino 1986[16]
- Holland Festival Oude Muziek – Utrecht (NL) 1986[17]
- Unione Musicale – Torino 1986
- Centre de Musique Ancienne – Geneve (CH) 1987

Nel 1985 l’ensemble Alia Musica, con il programma "Fami cantar" (dedicato alle Laudi e al Trecento italiano), è stato scelto dall’associazione francese ARTSsociation per rappresentare l’Italia nel progetto Aux sources de la musique occidentale, sostenuto dal Ministère de la Culture, dal British Council, e dal Ministère des Rélations Éxterieures.

## Discografia
Di Alia Musica si hanno due pubblicazioni discografiche (Vinyl, LP).
- 1979 – Alia Musica - Alia Musica (PolyGram, MC 5500 231)[19]
- 1979 – Alia Musica e Mauro Pagani - Cantigas de Santa Maria (Dischi Ricordi, RCL 27085)[20]

## Diffusione Radio e Televisione
L’ensemble Alia Musica ha partecipato a molte trasmissioni radiofoniche in Italia e all’estero: Radio Rai 3, France Culture, Radio France (Jacques Merlet), Nederlandse Publieke Omroep.
È stato inoltre invitato a realizzare due puntate della Piccola Storia della Musica condotta da Enzo Restagno, trasmesse da RaiTre nel 1987:
- “Arte trovadorica e musica profana”[21]
- “Il Trecento e l’Ars Nova”[22]

## Impegno sociale
Il gruppo Alia Musica nel suo complesso ha avuto un ruolo di spicco nella diffusione della musica medievale all’interno dei movimenti culturali giovanili: conducendo rubriche radiofoniche (RadioCanale96, Radio Popolare), sostenendo iniziative (concerto per l’apertura dei Corsi Popolari Serali di Musica al Conservatorio Giuseppe Verdi (Milano)), esibendosi nei Centri Sociali (Centro Sociale Leoncavallo, Sempione), tenendo seminari per gli studenti-lavoratori delle 150 ore (Federazione Lavoratori Metalmeccanici) e nei circoli ARCI.

## Eredità
L’intensa e significativa attività svolta in un periodo di dieci anni non si è conclusa con lo scioglimento dell’ensemble, ma è stata guida preziosa per altri studiosi e interpreti del periodo medievale del panorama internazionale.
La casa editrice LIM - Libreria Musicale Italiana ha creato nel 1996 una collana Alia Musica curata da Roberto Leydi e da lui diretta fino alla sua morte nel 2003. Il nome della collana è stato un tributo ed un riconoscimento alle ricerche svolte dall'Ensemble Alia Musica. In 20 anni la collana ha prodotto 22 titoli.
A partire dal 1985 altre realtà in Italia e all’estero hanno utilizzato il nome Alia Musica per svariate attività (gruppi musicali, agenzie, label) molte delle quali inerenti al periodo medievale. Nessuna di queste realtà è da collegarsi all'Ensemble Alia Musica.